# Shin Koyamada
Shin Koyamada (10 de març de 1982, Okayama, Prefectura d'Okayama, Japó) és un actor i productor estatunidenc. Va començar a ser conegut per la seva participació en la pel·lícula L'últim samurai.

## Filmografia
- 2002: A Ninja Pays Half My Rent de Steven Matsuda, en el paper de Black Ninja
- 2003: L'últim samurai d'Edward Zwick, en el paper de Nobutada
- 2006: Wendy Wu: Homecoming Warrior de John Liang, en el paper de Shen
- 2007: Constellation de John Walker Pearlman, en el paper de Yoshito
- 2007: Good Soil de Craig Shimahara, en el paper de Jinbei Masuda
- 2008: The Yokai King de Yuji Makino, en el paper de Coronel Ippei.
- 2013: Heart of the Dragon de Jeff McDonald, en el paper del John Watanabe'
- 2018: Ticker, de James Fargo, en el paper de Sam Goldman
- 2018: Zero, en el paper de Ken Endo